# Erster Karnatischer Krieg
Erster Karnatischer Krieg – Zweiter Karnatischer Krieg – Dritter Karnatischer Krieg
Negapatam – Madras – Adyar – Cuddalore – Pondicherry
Der Erste Karnatische Krieg (auch: Erster Karnataka-Krieg) war ein britisch-französischer Kolonialkrieg. Dieser wurde von 1744 bis 1748 im Zuge der Auseinandersetzungen des Österreichischen Erbfolgekrieges in Indien ausgetragen. Die meisten Kampfhandlungen fanden in der Region Karnatik statt, worunter man während der Kolonialzeit das Gebiet zwischen den Ostghats und der Koromandelküste im Norden des heutigen Bundesstaats Tamil Nadu verstand.
In der Mitte des 18. Jahrhunderts waren Frankreich und Großbritannien die Hauptrivalen auf dem indischen Subkontinent geworden. Im Zuge des Österreichischen Erbfolgekrieges versuchte Joseph François Dupleix, der französische Generalgouverneur, Stützpunkte der Britischen Ostindien-Kompanie zu erobern, um mehr Einfluss zu erlangen.
Die Briten wiederum versuchten erfolglos, Pondichéry, die Hauptniederlassung der Franzosen, einzunehmen. Stattdessen gelang es den Franzosen unter Admiral Bertrand François Mahé de La Bourdonnais, am 21. September 1746 Madras zu erobern, jedoch nicht das dem Hafen von Cuddalore vorgelagerte Fort St. David. Madras war zu dieser Zeit die Hauptstadt der britischen Madras Presidency, die den größten Teil Südindiens umfasste. Robert Clive, der später wesentlichen Anteil an der Begründung der britischen Macht in Indien hatte, geriet dabei in Gefangenschaft. La Bourdonnais verließ Madras nach der Zahlung einer Kontribution von 9 Millionen Livre. Das empörte Dupleix; er ließ La Bourdonnais verhaften.
Der Zweite Aachener Friede, der am 18. Oktober 1748 unterzeichnet wurde, beendete die Kampfhandlungen. Er regelte die wechselseitige Rückgabe der Eroberungen zwischen Großbritannien und Frankreich. Der Konflikt flammte jedoch kurze Zeit darauf im Zweiten Karnatischen Krieg wieder auf.